# Grand Prix Laguna 2017
La 3e édition de Grand Prix Laguna a eu lieu le 19 février 2017. Elle fait partie du calendrier UCI Europe Tour 2017 en catégorie 1.2. La course est remportée par l'Italien Andrea Toniatti (Colpack).

## Présentation

### Équipes
| Équipes continentales (13)- Sangemini-MG.Kvis - Felbermayr Simplon Wels - Adria Mobil - Minsk Cycling Club - Rog-Ljubljana - Amplatz-BMC - D'Amico-Utensilnord - Vorarlberg - WSA-Greenlife - Tirol - Hrinkow Advarics Cycleang - Unieuro Trevigiani-Hemus 1896 - Meridiana Kamen Équipe régionale et de club- Colpack |
| |

## Classements

### Classement final
La course est remportée par l'Italien Andrea Toniatti (Colpack).
| \| Classement général \| Classement général \| Classement général \| Classement général \| Classement général \| \| Coureur \| Coureur \| Pays \| Équipe \| Temps \| \| ------------------ \| ------------------ \| ------------------ \| ----------------------- \| ------------------ \| \| 1er \| Andrea Toniatti \| Italie \| Colpack \| 3 h 37 min 28 s \| \| 2e \| Paolo Totò \| Italie \| Sangemini-MG.Kvis \| + 0 s \| \| 3e \| Stephan Rabitsch \| Autriche \| Felbermayr Simplon Wels \| + 0 s \| \| 4e \| Nicola Gaffurini \| Italie \| Sangemini-MG.Kvis \| + 0 s \| \| 5e \| Gabriele Bonechi \| Italie \| \| + 0 s \| \| 6e \| Andrea Borso \| Italie \| Adria Mobil \| + 0 s \| \| 7e \| Stanislau Bazhkou \| Biélorussie \| Minsk Cycling Club \| + 0 s \| \| 8e \| Tadej Pogačar \| Slovénie \| Rog-Ljubljana \| + 0 s \| \| 9e \| Péter Kusztor \| Hongrie \| Amplatz-BMC \| + 0 s \| \| 10e \| Ettore Carlini \| Italie \| D'Amico-Utensilnord \| + 0 s \| |                   |             |                         |                 |
| |                   |             |                         |                 |
| Sources : ProCyclingStats Cycling Quotient Cycling Archives |                   |             |                         |                 |
| Classement général |                   |             |                         |                 |
| Coureur | Coureur           | Pays        | Équipe                  | Temps           |
| 1er | Andrea Toniatti   | Italie      | Colpack                 | 3 h 37 min 28 s |
| 2e | Paolo Totò        | Italie      | Sangemini-MG.Kvis       | + 0 s           |
| 3e | Stephan Rabitsch  | Autriche    | Felbermayr Simplon Wels | + 0 s           |
| 4e | Nicola Gaffurini  | Italie      | Sangemini-MG.Kvis       | + 0 s           |
| 5e | Gabriele Bonechi  | Italie      |                         | + 0 s           |
| 6e | Andrea Borso      | Italie      | Adria Mobil             | + 0 s           |
| 7e | Stanislau Bazhkou | Biélorussie | Minsk Cycling Club      | + 0 s           |
| 8e | Tadej Pogačar     | Slovénie    | Rog-Ljubljana           | + 0 s           |
| 9e | Péter Kusztor     | Hongrie     | Amplatz-BMC             | + 0 s           |
| 10e | Ettore Carlini    | Italie      | D'Amico-Utensilnord     | + 0 s           |